# Marco Histórico Nacional no Oregon

Localização do Oregon nos Estados Unidos.

A lista de Marco Histórico Nacional do Oregon contem os marcos designados pelo Governo Federal dos Estados Unidos para o estado norte-americano do Oregon.
Existem 17 Marcos Históricos Nacional (NHLs) no Oregon. Eles estão distribuídos em 12 dos 36 condados do estado. O primeiro marco do Oregon foi designado em 20 de janeiro de 1961 e o mais recente em 25 de julho de 2011. Dois desses marcos ultrapassam a fronteira do Oregon em dois estados (Washington e Califórnia), e outro foi excluído da lista por ter sido destruído.

## Listagem atual
Legenda:
| NRHP | Registro Nacional de Lugares Históricos |
| NHL  | Marco Histórico Nacional                |
| NHLD | Distrito Histórico Nacional             |
| HD   | Distrito Histórico                      |
| NHS  | Local Histórico Nacional                |
| NMEM | Memorial Nacional dos EUA               |
| NMON | Monumento Nacional dos EUA              |
| NHP  | Parque Histórico Nacional dos EUA       |
| NMP  | Parque Nacional Militar dos EUA         |

| [ 2 ] | Nome                                               | Imagem | Inclusão                         | Localidade e coordenadas | Condado                       | NHLS                                      | Observações |
| ----- | -------------------------------------------------- | ------ | -------------------------------- | --- | ----------------------------- | ----------------------------------------- | --- |
| 1     | Aubrey Watzek House                                |        | 25 de julho de 2011 (13 anos)    | 1061 SW Skyline Blvd., Portland 45° 30′ 56″ N, 122° 43′ 39″ O | Multnomah                     | 87001346                                  | |
| 2     | Castelo das Cavernas do Oregon                     |        | 28 de maio de 1987 (37 anos)     | Monumento Nacional das Cavernas do Oregon 42° 05′ 57,86″ N, 123° 24′ 27,15″ O | Josephine                     | 87001346                                  | |
| 3     | Caverna de Fort Rock                               |        | 20 de janeiro de 1961 (64 anos)  | Fort Rock 43° 21′ 22,06″ N, 121° 03′ 13″ O | Lake                          | 66000641                                  | |
| 4     | Deady e Villard Halls, Universidade do Oregon      |        | 5 de maio de 1977 (47 anos)      | Kincaid Stree entre 11th e 12th Streets, Universidade do Oregon, Eugene 44° 02′ 50″ N, 123° 04′ 35″ O | Lane                          | 72001082                                  | |
| 5     | Distrito Histórico da Represa Bonneville           |        | 30 de junho de 1987 (37 anos)    | Rio Columbia entre Bradford e Cascade Islands fora da I-80 no condado de Multnomah (OR) até WA 14 no condado de Skamania (WA), Bonneville (original) Aproximadamente delimitado pela Mitchell Creek Bypass, SW District boundary, Union Pacific right-of-way, e Hatchery Service Rd., Bonneville (incremento) 45° 38′ 38″ N, 121° 57′ 42″ O | Multnomah, OR e Skamania, WA  | 86000727 (original) 86003598 (incremento) | Marco compartilhado com o estado de Washington. Pertence oficialmente a lista do Oregon. Incremento da fronteira designado em 26 de março de 1987. |
| 6     | Distrito Histórico de Jacksonville                 |        | 13 de novembro de 1966 (58 anos) | Jacksonville 42° 18′ 45″ N, 122° 58′ 00″ O | Jackson                       | 66000950                                  | |
| 7     | Edifício da Empresa Kam Wah Chung                  |        | 20 de setembro de 2005 (19 anos) | John Day 44° 25′ 07″ N, 118° 57′ 24,7″ O | Grant                         | 73001575                                  | |
| 8     | Local do Forte Astoria                             |        | 5 de novembro de 1961 (63 anos)  | 15th e Exchange Streets, Astoria 46° 11′ 17″ N, 123° 49′ 34″ O | Clatsop                       | 66000639                                  | |
| 9     | Navio Farol WAL-604 "Columbia"                     |        | 20 de dezembro de 1989 (35 anos) | Museu Marítimo do Rio Columbia, Astoria 46° 11′ 25,48″ N, 123° 49′ 22,82″ O | Clatsop                       | 89002463                                  | |
| 10    | Refúgio Nacional da Vida Selvagem de Lower Klamath |        | 12 de janeiro de 1965 (60 anos)  | Lago Lower Klamath, leste de Dorris, CA 41° 56′ 56″ N, 121° 41′ 48″ O | Klamath e Siskiyou, CA        | 66000238                                  | Marco compartilhado com a Califórnia. |
| 11    | Residência do Superintendente do Lago Crater       |        | 28 de maio de 1987 (37 anos)     | Parque Nacional do Lago Crater 42° 54′ 03″ N, 122° 08′ 16″ O | Klamath                       | 87001347                                  | |
| 12    | Rodovia do Rio Columbia                            |        | 16 de maio de 2000 (24 anos)     | De Troutdale para Mosier | Multnomah, Hood River e Wasco | 83004168                                  | |
| 13    | Sítio Arqueológico Sunken Village                  |        | 20 de dezembro de 1989 (35 anos) | Ilha Sauvie 45° 41′ 49,3″ N, 122° 50′ 20,31″ O | Multnomah                     | 89002455                                  | |
| 14    | Skidmore/Distrito Histórico de Old Town            |        | 5 de maio de 1977 (47 anos)      | Burnside Street até Rio Willamette, Portland | Multnomah                     | 75001597                                  | Atualização da documentação aprovada em 6 de outubro de 2008.                                                                                      |
| 15    | Timberline Lodge                                   |        | 22 de dezembro de 1977 (47 anos) | Floresta National Mount Hood, Government Camp 45° 19′ 52″ N, 121° 42′ 36″ O | Clackamas                     | 73001572                                  | |
| 16    | Tribunal Pioneer                                   |        | 5 de maio de 1977 (47 anos)      | Southwest Yamhill Street, 555, Portland 45° 31′ 08″ N, 122° 40′ 40″ O | Multnomah                     | 73001582                                  | |
| 17    | Wallowa Lake Site                                  |        | 5 de maio de 1989 (35 anos)      | Oregon Route 2, Joseph 45° 20′ 11,76″ N, 117° 13′ 17,14″ O | Wallowa                       | 89001082                                  | |

## NHL extinto
Um marco foi excluído da lista por ter sido destruído.
| [ 2 ] | Nome                               | Imagem | Datas                                                                                 | Localidade e coordenadas              | Condado | Observações |
| ----- | ---------------------------------- | ------ | ------------------------------------------------------------------------------------- | ------------------------------------- | ------- | --- |
| a     | Fábrica de conservas Samuel Elmore |        | 13 de novembro de 1966 (58 anos) (nomeado), 11 de agosto de 1993 (31 anos) (excluído) | Astoria 46° 11′ 30″ N, 123° 50′ 45″ O | Clatsop | A casa da marca de atum "Bumble Bee" foi a maior fábrica de conservas de salmão continuamente operado nos Estados Unidos, desde a sua construção em 1898 até o encerramento em 1980. A indústria do salmão enlatado era a pedra angular da economia baseada em recursos do Noroeste desde o final da década de 1860 até depois da Segunda Guerra Mundial. Em meio a populações de salmão sazonais e em declínio, a fábrica de conservas diversificou em de atum em 1930. Por causa de deterioração estrutural, o edifício foi marcado para demolição, em 1991, e queimado em 1993. |

## Áreas históricas do NPS no Oregon
Locais históricos nacional, parques históricos nacional, alguns monumentos nacional e determinadas áreas listadas no Sistema Nacional de Parques são marcos históricos de importância nacional, geralmente já protegidos antes mesmo da criação do programa NHL em 1960.
Existem 2 dessas áreas no Oregon:
|   | Nome                                | Imagem | Inclusão                     | Localidade e coordenadas                                                | Condado        | NRIS     | Observações                                              |
| - | ----------------------------------- | ------ | ---------------------------- | ----------------------------------------------------------------------- | -------------- | -------- | -------------------------------------------------------- |
| 1 | Memorial Nacional Fort Clatsop      |        | 29 de maio de 1958 (66 anos) | 4,5 milhas ao sul de Astoria                                            | Clatsop        | 66000640 |                                                          |
| 2 | Parque Histórico Nacional Nez Perce |        | 15 de maio de 1965 (59 anos) | Área que abrange 90 milhas ao sul e 150 milhas ao leste de Spalding, ID | Clearwater, ID | 66000310 | Possui áreas nos estados de Idaho, Montana e Washington. |